# Шибори
Шибори техника је традиционална јапанска техника бојења тканина. Термин потиче од речи shiboru, што значи увртати, притискати, истискати.

## Историја
Шибори техника не третира тканину као дводимензионалну површину већ јој даје тродимензионалну форму савијањем, везом, шивењем, плисирањем, чупањем и увртањем.
Од самог почетка коришћен је на разне начине, преко царских и краљевских одора, појасева, кимона и туника из периода феудалног Јапана, па све до хаљина, марама, накита, лампи и лустера из 21. века. Како се креативност људи развијала и расла тако се са њом развијала и ова техника. Шибори нам пружа могућности које неке од уникатних техника не могу.
Дезен шиборија меких и замагљених линија који се добија поступком заштите (везивања, савијања) потпуно је другачији од оног који се добија у другим заштитним поступцима попут батика, отискивања воска печатима, или употребом заштитне пасте.
Неизвесност у овом поступку увек је присутан, јер је један део процеса ван човекове контроле, попут оног што се догађа у лонцу за бојење, тако да ефекти изненађења и случајности дају посебну живост и драж тканини.

## Технике
Постоје различити начини савијања, везивања, увртања, лепљења тканина, а сваки од њих даје различите дезене. Избор поступка зависи од природе материјала који се користи као и жељеног резултата. На једној тканини се може користи више техника како би се добили још занимљивији дезени.
Каноко шибори је техника везивања одређених делова тканине пређом као у традиционалном шиборију или гуменим тракама као у западном свету. Дезен зависи од чврстине везивања и начина везивања.
Муира шибори је позната и као техника кружног везивања. Иглом за хеклање се извлаче нити из тканине, а затим око сваког дела обавијају по два пута. Нит се не везује већ причвршћује затезањем. Дезен који настаје подсећа на површину воде. Ова техника се често користи јер нема чворова, а самим тим лако завезује и одвезује.
Кумо шибори карактерише плисирање и везивање. Тканина се прецизно и равномерно плисира, а затим се повезује у секције. Дезен подсећа на паукову мрежу.
Нуи шибори настаје специфичним везом по тканини. Прво се примењује обичан штеп, а затим се снажно затегне конац који набира тканину.
Араши шибори је метод који подразумева савијање тканине ротирањем око једне тачке. Тканина се снажно везује пређом са обе стране након савијања. Добија се дезен са дијагоналним линијама. Араши означава јапански назив за олују, а пошто дезен подсећа на јаку кишу и ветар, поступак је по томе и добио име.